# Transport Driver Interface
L’interface de pilote de transport ou TDI est le protocole compris par le bord supérieur de la couche de transport de la pile réseau du noyau Microsoft Windows.
Les fournisseurs de transport sont des implémentations de protocoles réseau tels que TCP / IP, NetBIOS et AppleTalk.
Lorsque des fichiers binaires en mode utilisateur sont créés lors de la compilation et de la liaison, une entité appelée client TDI est liée au binaire.
Les clients TDI sont fournis avec le compilateur.
Le binaire en mode utilisateur utilise l'API en mode utilisateur de tout protocole réseau utilisé, ce qui amène le client TDI à émettre des commandes TDI dans le fournisseur de transport.
Les commandes TDI typiques sont TDI_SEND, TDI_CONNECT, TDI_RECEIVE.
L’objet de l’interface de pilote de transport est de fournir une couche d’abstraction permettant de simplifier les clients TDI.